# St. Korbinian (Schwaig)

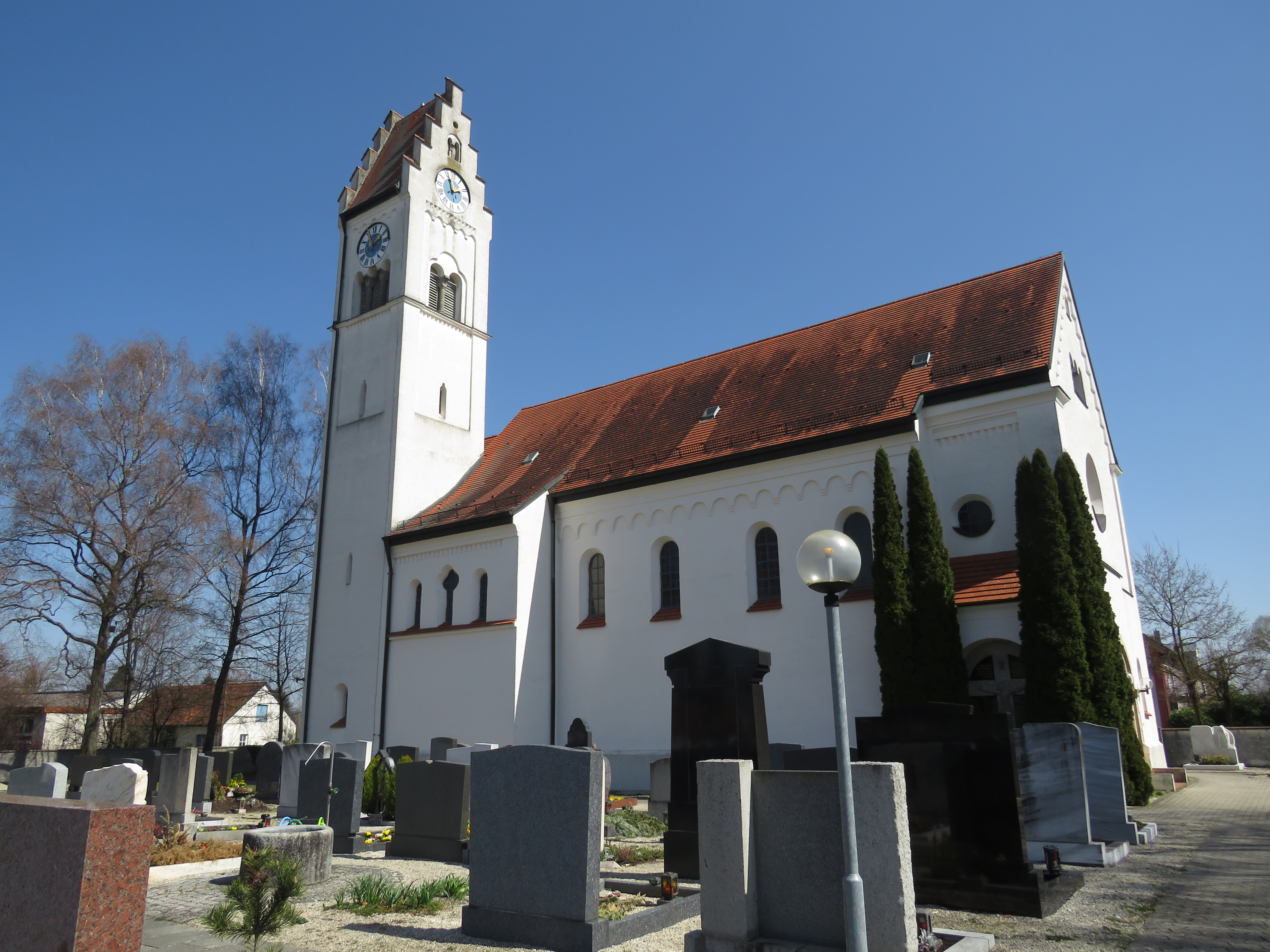
St. Korbinian in Schwaig

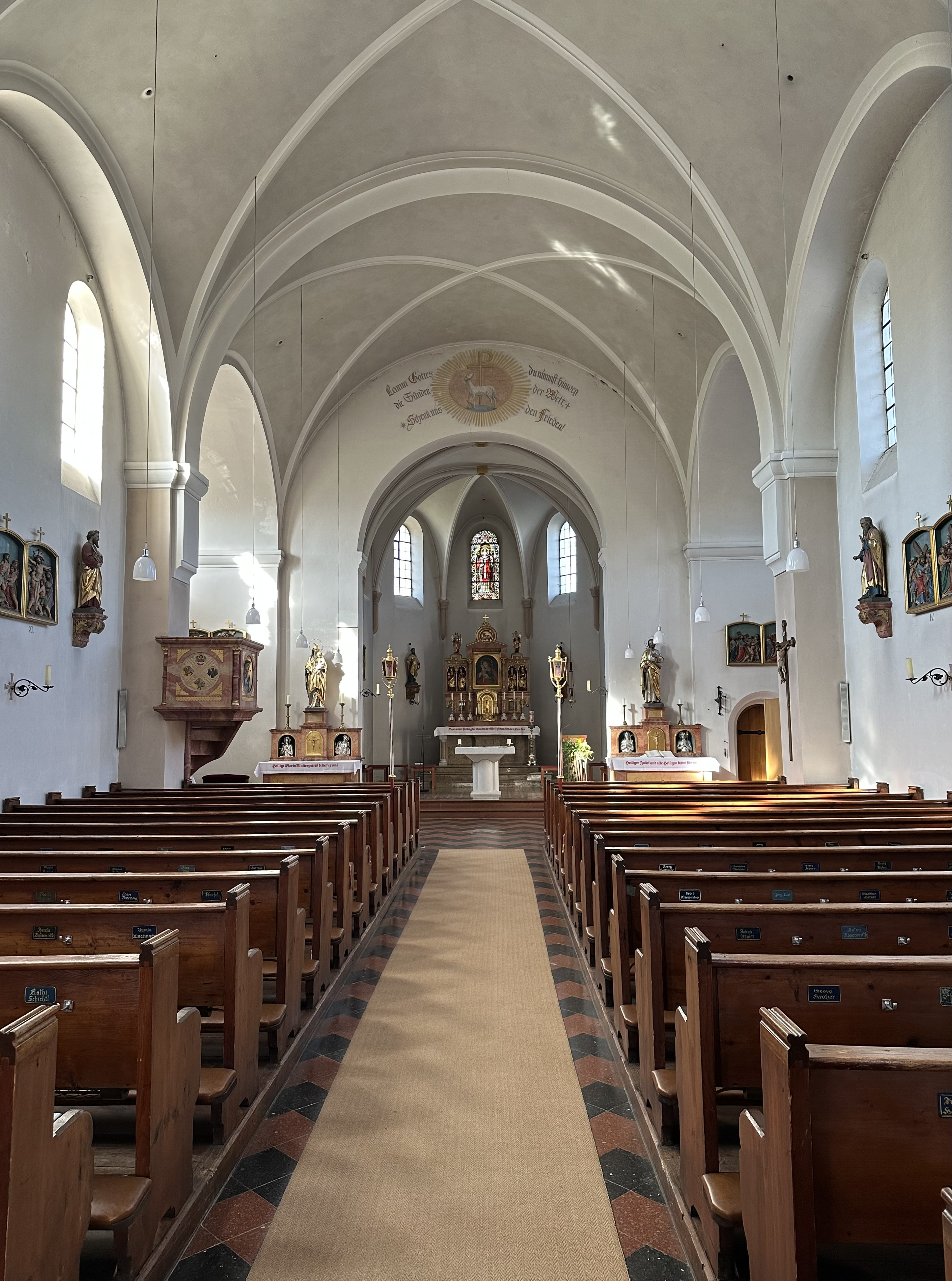
Kirchenschiff, 2025

Die römisch-katholische Pfarrkirche St. Korbinian in Schwaig (Gemeinde Oberding) ist das einzige Gotteshaus im gesamten Landkreis Erding, das dem Bistumspatron St. Korbinian geweiht ist. Sie gehört zum Pfarrverband Aufkirchen im Erzbistum München und Freising.

## Geschichte
Die Pläne für die im Stil der Neoromanik errichtete Kirche stammen vom Münchener Architekten Johann Baptist Schott. Der Baubeginn war am 15. April 1903, die Weihe erfolgte am 25. Juni 1905 durch den Münchener Erzbischof Franz Joseph von Stein. Wegen der Einbeziehung der alten Kapelle als Sakristei wurde sie nicht, wie üblich, nach Osten ausgerichtet.
Der Sattelturm mit seinen Staffelgiebeln steht an der nordwestlichen Seite des Kirchengebäudes. Das Presbyterium war ursprünglich von Martin Irl aus Erding mit Malereien im Nazarenerstil ausgeschmückt worden, die aber später übermalt wurden.
Die pneumatische Kegelladen-Orgel mit sieben Registern auf einem Manual und Pedal wurde von 1905 Franz Borgias Maerz erbaut. Sie ist mit einem Freipfeifenprospekt und einem freistehenden Spieltisch ausgestattet.